# Birbal Sahni
Birbal Sahni (14 novembre 1891 à Behra, district de Shahpur, Pendjab, Empire des Indes – 10 avril 1949 à Lucknow, Inde) est un paléobotaniste indien qui a étudié les fossiles du sous-continent indien ; c'est aussi un géologue qui s'est intéressé à l'archéologie. Il a fondé le Birbal Sahni Institute of Palaeobotany à Lucknow, Inde. Ses contributions les plus importantes portent sur la botanique des plantes de l'Inde, il a aussi publié en paléobotanique,. En plus d'avoir écrit de nombreux articles importants dans ces domaines, il a aussi occupé le poste de président de la National Academy of Sciences, India (en) et a été président honoraire du Congrès international de botanique tenu à Stockholm en 1950.

## Publications
- 1915. Foreign pollen in the ovules of Ginkgo and its significance in the study of fossil plants. New Phytol. 14 (4 and 5), 149-151.
- 1915. The anatomy of Nephrolepis volzibilis J. Sim, with remarks on the biology and morphology of the genus. New Phytol. 14 (8 and 9), 251-274.
- 1916. The vascular anatomy of the tubers of Nephrolepis. New Phytol. 15 (3 and 4), 72-80.
- 1917. Observations on the evolution of branching in the Filicales. New Phytol. 16 (1 and 2), 1-23.
- 1919. (With J. C. WILLIS.) Lawson's text book of botany. London: Univ. Tut. Press.
- 1919. On an Australian specimen of Clepsydropsis. Ann. Bot. 33 (129), 81-92.
- 1920. (With A. C. SEWARD) Indian Gondwana plants: a revision. Mem. Geol. Surv. Ind. Pal. Ind. 7 (I), 1-40.
- 1921. A stem impression from the plant-bearing beds near Khunmu (Kashmir), provisionally referred to Gangamopteris Kashmirensis Seward. Proc. (8th Ind. Sci. Cong. Cal.) Asiat. Sac. Beng. (N.S.), 17 (4), 200.
- 1921. The present position of Indian Palaeobotany. Pres. Add. 8th Ind. Sci. Cong. Cal. Proc. Asiat. Sac. Bengal (N.S.), 17 (4), 152-175.
- 1924. On the anatomy of some petrified plants from the Government Museum, Madras. Proc. 11th Ind. Sci. Cong. Bangalore, p. 141.
- 1925. The ontogeny of vascular plants and the theory of recapitulation. J. Ind. Bat. Soc. 4 (6), 202-216.
- 1925. (With E. J. BRADSHAW) A fossil tree in the Panchet Series of the Lower Gondwanas near Asansol. Rec. Geol. Surv. Ind. 58 (I), 77-79.
- 1931. On certain fossil epiphytic ferns found on the stems of the Palaeozoic tree-fern Psaronius. Proc. 18th Ind. Sci. Cong. Nagpur, p. 270.
- 1931. Materials for a monograph of the Indian petrified palms. Proc. Acad. Sci. U.P. 1, 140-144.
- 1932. Homoxylon rajmalzalense gen. et sp. nov., a fossil angiospermous wood, devoid of vessels, from the Rajmahal Hills, Behar. Mem. Geol. Sura. Ind. Pal. Ind. 20 (2), 1-19.
- 1932. A petrified Williamsonia (W. Sewardiana, sp. nov.) from the Rajmahal Hills, India. Mem. Geol. Sura. Ind. Pal. Ind. 20 (3), 1-19.
- 1933. (With A. R. RAO.) On some Jurassic plants from the Rajmahal hills. J. Asiat. Soc. Bengal (N.S.), 27 (2), 183-208.
- 1933. Explosive fruits in Viscum japonicum Thunb. J. Ind. Bat. Soc. 12 (2), 96-101.
- 1934. (With B. P. SRIVASTAVTA) Thee silicified flora of the Deccan Intertrappean Series. Pt. 3. Sausarospermum Fermori. gen. et sp. nov. Proc. 21st Ind. Sci. Cong. Bombay, p. 318.
- 1934. Dr S. K. Mukerji, F.L.S. (1896–1934). (Obituary.) J. Ind. Bot. Soc. 13 (3), 245-249.
- 1934. (With A. R. RAO.) Rajmahalia paradoxa gen. et sp. nov. and other Jurassic plants from the Rajmahal hills. Proc. Ind. Acad. Sci. 1 (6), 258-269.
- 1934. Dr Dukinfied Henry Scott. (Obituary). Curr. Sci. 2 (lo), 392-395.
- 1934. The Deccan Traps: Are they Cretaceous or Tertiary? Curr. Sci. 3 (lo), 392-395.
- 1935. The relations of the Indian Gondwana flora with those of Siberia and China. Proc. 2nd Cong. of Curb. Stratig. Heerlen, Holland. Compte Rendti I,517-518.
- 1935. Homoxylon and related woods and the origin of angiosperms. Proc. 6th Int. Bat. Cong. Amsterdam, 2, 237-238.
- 1935. The Glossopteris flora in India. Proc. 6th Int. Bat. Cong. Amsterdam, 2, 245-248.
- 1936. The Karewas of Kashmir. Curr. Sci. 5 (I), 10-16.
- 1936. The Himalayan uplift since the advent of Man: its culthistorical significance. Curr. Sci. 5 (I), 10-16.
- 1936. A clay seal and sealing of the Sunga period from the Khokra Kot mound (Rohtak). Curr. Sci. 5 (2), 80-81.
- 1936. A supposed Sanskrit seal from Rohtak: A correction. Curr. Sci. 5 (4), 206-215.
- 1936. Wegener's theory of continental drift in the light of palaeobotanical evidence. J. Ind. Bot. Soc. 15 (5), 319-322.
- 1936. The Gondwana affinities of the Angara flora in the light of geological evidence. Nature, 138 (3499, 720-721.
- 1937. Speculations on the climates of the Lower Gondwanas of India. Proc. 17th Int. Geol. Cong. Moscow, pp. 217–218.
- 1937. An appreciation of the late Sir J. C. Bose. Sci. & Cult. 31 (6), 346-347.
- 1937. Professor K. K. Mathur. (Obituary). Curr. Sci. 5 (7), 365-366.
- 1937. Revolutions in the plant world. (Pres. Add.) Proc. Nut. Acad. Sci. Ind. 46-60.
- 1937. The age of the Deccan Trap. (General Discussion.) Proc. 24th Ind. Sci. Cong. Hyderabad, pp. 464–468.
- 1937. Wegener's theory of continental drift with reference to India and adjacent countries. (General discussion.) Proc. 24th Ind. Sci. Cong. Hyderabad, pp. 502–506.
- 1938. (With K. P. RODE.)Fossil plants from the Deccan Intertrappean beds at Mohgaon Kalan, C.P., with a note on the geological position of the plant-bearing beds. Proc. Nat. Acad. Sci. Ind. 7 (3), 165-174.
- 1938. Recent advances in Indian Palaeobotany. (Pres. Add. Botany Section.) Proc. 25th Ind. Sci. Cong. Jubil. Sess. Calcutta (2), 133-176; and Luck. Univ. Stud. (2), 1-100.
- 1940. The Deccan Traps: an episode of the Tertiary era. (Gen. Pres. Add.) 27th Ind. Sci. Cong. Mad. (2), pp. 1–21. Prakrati, 3 (I), 15-35. 1944 (Gujrati trans.). Prabuddha Karnataka, 22 (2), 5-19 (Kanares trans. by H. S. Rao).
- 1941. Permanent labels for microscope slides. Curr. Sci. 10 (1 I), 485-486.
- 1942. 'A short history of the plant sciences' and 'The cytoplasm of the plant cell'. Reviews. Curr. Sci. 11 (9), 369-372.
- 1944. (With B. S. TRIVEDI.) The age of the Saline Series in the Punjab Salt Range. Nature, 153, 54.
- 1945. The technique of casting coins in ancient India. Mem. Numis. Sac. Ind. (I), 1-68.